# 이안 바버
이안 바버(Ian G. Barbour, 1923년 10월 5일 – 2013년 12월 24일)는 핵물리학을 전공한 학자이다. 진화와 양자물리학에 기초하여 뉴턴과 데카르트의 결정론적-기계론적 세계가 아닌 총체적이면서 유기적이며 세계를 주장했고, 화이트헤드의 급진적 경험론을 수용하면서 세속 신학에 반응하여 과학과 종교간 대화를 추진하여 1999년 템플턴상을 수상했다. 시카고 대학에서 물리학으로 박사학위를 받고 미네소타에 소재한 대학에서 재직하면서 포드재단의 장학금을 받아 예일대학교 신학대학에서 1년간 신학과 윤리학을 공부했다. 이곳에서 리처드 니버 등을 만나 1년 더 계속하여 공부를 하다가 결국 종교학을 깊이 있게 공부한 끝에 과학과 종교의 대화를 시작하게 됐다. 이안 바버는 자신의 80세 생일을 기념해 출간된 <과학이 종교를 만날 때>라는 저서에서 '자서전'을 간략하게 기술했는데 여기에서 "20대는 물리학을 공부하는데 바쳤고, 30대는 종교학을 가르치는데 보냈으며, 40대에는 과학과 종교를 연결하는 일을 하며 보냈고 50대에는 기술과 윤리를 공부하고 60대에는 과학과 종교 그리고 기술과 윤리를 연결하는 일을 했으며 70대에는 진화, 인간의 본성, 환경윤리, 종교다원주의를 공부하며 보냈다"고 밝혔다. 과학과 종교 간의 관계에 있어 충돌·독립·대화·통합이라는 제4대 유형론으로 유명한 이안 바버는 아서 피콕, 존 폴킹혼과 함께 종교-과학 분야의 거장으로 뽑히는 학자다. 대표적 저서인「과학과 종교가 만날 때」에서 이안 바버는 "다윈 진화론의 옹호자인 토마스 헉슬리와 다윈의 진화론을 반대하는 보수적인 기독교인 사이의 논쟁"을 회고하면서 "논쟁에 참여한 양편 모두 과학 이론으로서의 진화와 해석 철학으로서 진화론적 자연주의를 구분하지 못했다”고 논평했다.

## 저서
- 『과학이 종교를 만날 때』(When Science meets Religion, 1979년) 서울: 김영사, 2002.
- 『과학 시대의 종교』(Religion in An Age of Science, 1989년)

## 관련 문헌
- 『이안 바버(Ian G. Barbour)에 의한 양자물리학과 신학의 대화』(한신대학교 출판)